# Next:HD
Next:HD è stato un canale televisivo italiano dedicato all'intrattenimento a 360 gradi prodotto dalla società Fox International Channels Italy, è stato uno dei primi canali italiani in alta definizione, lanciato il 10 luglio 2006. Fruibile con il pacchetto Sky HD della piattaforma televisiva Sky Italia occupava il canale 150 dello Sky Box HD fino al 30 giugno 2009.

## Palinsesto
Nel palinsesto erano presenti documentari e speciali su viaggi, moda, reportage, personaggi, musica, con concerti in Dolby Digital, serie e miniserie.
Su questo canale sono stati proposti anche filmati IMAX, nella loro riduzione 16:9, ma sempre in alta definizione.

## Programmi della rete
- Geldof in Africa: dopo l'impegno sociopolitico del Live8, Bob Geldof parte per un viaggio in Africa alla ricerca di un contatto diretto con la gente che la abita e conoscere le forze che rendono vitale questo continente.
- I grandi concerti: quello di Eric Clapton è il primo dei concerti in HD e con suono in Dolby Digital che Next:HD propone. Dallo stadio Cotton Bowl di Dallas il 6 giugno 2004, “slowhand” si esibisce assieme ai più famosi chitarristi del mondo. Tra loro J.J. Cale, Buddy Guy, B.B. King, Brian May, Pat Metheny, Carlos Santana. Tra gli altri concerti su Next: HD, quelli dei Duran Duran e Paul McCartney.
- Ultimate Journeys: le meraviglie del mondo, dalle profondità ghiacciate dell'Antartide, ai picchi montani del Cile; dalle giungle di corallo della Micronesia fino alle vedute del cielo di Shanghai.
- Destinazioni Top: tutto quanto sul nostro pianeta rappresenta la bellezza nella sua forma più alta. A farci da guida delle modelle alla ricerca dell'equilibrio tra bellezza umana e naturalistica.

## Chiusura
Dal 1º luglio 2009 il canale è stato sostituito da Fox HD e da Fox Crime HD.